# قله آرکالود
آرکالود، قله‌ای در کوه ساووآ در فرانسه است. این قله در رشته کوه باگس در محدوده پیش‌آلپ فرانسه واقع شده است. این قله از سطح دریا، ۲۲۱۷ متر (۷۲۷۴ پا) بالاتر است.
آرکالود یک برجستگی توپوگرافی با ارتفاع ۱۷۱۳ متر (۵۶۲۰ پا) دارد، بنابراین یک قله بسیار برجسته است. این قله، چهارمین قله مرتفع در منطقه آلپ فرانسه است.